# Danh sách tập phim Shin – Cậu bé bút chì (1992–2001)
Danh sách tập phim Shin - Cậu bé bút chì (năm 1992–2001) là danh sách của series Shin - Cậu bé bút chì từ năm 1992 đến năm 2001.
Bộ phim ra mắt đã gần có danh sách phần tập được phát sóng trên kênh HTV7 vào trong thời gian ngày 30/1/2002 - 24/3/2002.

## Danh sách tập

### 1992[1]
| Số thứ tự      | Tựa đề | Ngày công chiếu gốc  |
| -------------- | --- | -------------------- |
| 1              | Đi mua hàng cho mẹ (おつかいに行くゾ) | 13 tháng 4 năm 1992  |
| 1              | Buổi sáng bận rộn của mẹ (ママの朝は忙しいゾ) | 13 tháng 4 năm 1992  |
| 1              | Shin vẽ tranh (お絵かきするゾ) | 13 tháng 4 năm 1992  |
| 2              | Xe đạp 3 bánh của Shin (三輪車は楽しいゾ) | 20 tháng 4 năm 1992  |
| 2              | Cơn đau bụng tấn công (お腹がパンパン痛いゾ) | 20 tháng 4 năm 1992  |
| 2              | Ngày Chủ Nhật với ba (父ちゃんだって大変だゾ) | 20 tháng 4 năm 1992  |
| 3              | Muốn xem phim Siêu nhân hành động (アクション仮面を見るゾ) | 27 tháng 4 năm 1992  |
| 3              | Bữa trưa ở trường mẫu giáo (給食は楽しいゾ) | 27 tháng 4 năm 1992  |
| 3              | Đi đến nha sĩ (歯医者に行くゾ) | 27 tháng 4 năm 1992  |
| 4              | Băng chủ của lớp Hoa hướng dương (任侠ひまわり組だゾ) | 4 tháng 5 năm 1992   |
| 4              | Cùng đi dã ngoại (Phần 1) (ピクニックに行くゾ(その1)) | 4 tháng 5 năm 1992   |
| 4              | Cùng đi dã ngoại (Phần 2) (ピクニックに行くゾ(その2)) | 4 tháng 5 năm 1992   |
| 5              | Làm ồn trong rạp chiếu phim (映画に行くゾ) | 11 tháng 5 năm 1992  |
| 5              | Quà tặng của bé ngoan (よい子のプレゼントだゾ) | 11 tháng 5 năm 1992  |
| 5              | Giúp mẹ chuẩn bị bữa tối (お手伝いするゾ) | 11 tháng 5 năm 1992  |
| 6              | Dọn dẹp nhà cửa (整理しちゃうゾ) | 18 tháng 5 năm 1992  |
| 6              | Nuôi nòng nọc (おまたじゃくしを飼うゾ) | 18 tháng 5 năm 1992  |
| 6              | Đi tắm cùng với mẹ (母ちゃんとお風呂だゾ) | 18 tháng 5 năm 1992  |
| 7              | Tập luyện tránh nạn khỏi động đất (ひなん訓練は大変だゾ) | 25 tháng 5 năm 1992  |
| 7              | Shin nhặt được cún con (小犬を拾ったゾ) | 25 tháng 5 năm 1992  |
| 7              | Tên của nó là Bạch Tuyết! (名前はシロだゾ) | 25 tháng 5 năm 1992  |
| 8              | Đi dạo với Bạch Tuyết (シロと散歩に行くゾ) | 1 tháng 6 năm 1992   |
| 8              | Xây nhà cho Bạch Tuyết (シロの家を作るゾ) | 1 tháng 6 năm 1992   |
| 8              | Shin cực ghét ớt chuông! (ピーマンは嫌いだゾ) | 1 tháng 6 năm 1992   |
| 9              | Không được làm phiền ba! /Nặn đất sét /Đứng đọc ở cửa hàng sách (父ちゃんのジャマはしないゾ / 粘土で遊んじゃうゾ / 本屋で立ち読みだゾ)                                           | 8 tháng 6 năm 1992   |
| 10             | Nữ sinh đại học là bạn của Shin /Shin muốn mặc đồ tắm "Highgle" /Đến giờ đi bơi rồi! (女子大生はお友達だゾ / ハイグレ水着が欲しいゾ / プールの時間だゾ)                          | 15 tháng 6 năm 1992  |
| 11             | Cho Bạch Tuyết ăn /Vợ chồng cãi nhau đúng là một cơn ác mộng! /Đánh lưới cùng với ba mẹ (シロにエサをあげるゾ / 夫婦ゲンカは大変だゾ / 親子で地引き網だゾ)                       | 29 tháng 6 năm 1992  |
| 12             | Shin đi cắt tóc cùng với ba /Shin là vệ sĩ cho Masao /Máy quay phim thật là tuyệt vời! (床屋さんへ行くゾ / 宝物はオラが守るゾ / ビデオで撮影するゾ)                              | 6 tháng 7 năm 1992   |
| 13             | Đi tắm biển vui lắm đó! /Nghỉ ngơi tại khách sạn xa xỉ /Con đường dài về nhà (海水浴は楽しいゾ / 豪華ホテルに泊まるゾ / 帰り道は遠いゾ)                                          | 13 tháng 7 năm 1992  |
| 14             | Buổi ngủ trưa của mẹ /Đi học thêm tiếng Anh cùng với Kazama /Đi bắn pháo hoa (母ちゃんの昼寝だゾ / エーゴしちゃうゾ / 今夜は花火をやるゾ)                                        | 20 tháng 7 năm 1992  |
| 15             | Đi đến trạm xe lửa /Rắc rối ở trạm xe lửa /Chuyến đi tàu tốc hành đầy gay go (電車に乗るゾ / 電車に乗ったゾ / 銭湯で遊んじゃうゾ)                                                | 27 tháng 7 năm 1992  |
| 16             | Chăm sóc cho mẹ /Chơi với kẻ bắt nạt Takeshi /Đi đến Lễ hội mùa hè Ennichi (母ちゃんの看病だゾ / いじめっ子と遊ぶゾ / 縁日に行くゾ)                                              | 10 tháng 8 năm 1992  |
| 17             | Cuộc gặp gỡ tình cờ cùng với Siêu nhân hành động /Buổi hẹn hò của cô Yoshinaga /Bạch Tuyết bị lãng quên (アクション仮面に会うゾ / よしなが先生のデートだゾ / 忘れられたシロだゾ) | 17 tháng 8 năm 1992  |
| 18             | Chơi bóng chày cùng với ba /Mẹ của Nene rất là hiền đó nha! /Ông nội đến thăm nhà (父ちゃんと野球するゾ / ネネちゃんのママは優しいゾ / じいちゃんが来たゾ)                       | 31 tháng 8 năm 1992  |
| 19             | Cơn bão đang đến! /Giữ lời hứa với học sinh lớn tuổi hơn /Viết lá thư cho mẹ cũng khó ghê! (台風がやってくるゾ / 決闘しちゃうゾ / お手紙を出すゾ)                                | 7 tháng 9 năm 1992   |
| 20             | Đi đánh răng /Shin làm "ướt" giường 3 lần /Tập nhảy cho Ngày hội thể thao (食後のハミガキだゾ/ おねしょ3連発だゾ / ブルースでおどるゾ)                                           | 14 tháng 9 năm 1992  |
| 21             | Cố gắng cho Ngày hội thể thao! /Cuộc thi chạy với mẹ /Cuộc thi chạy đua tiếp sức (運動会でがんばるゾ / 母ちゃんと走るゾ / リレーで勝負だゾ)                                      | 21 tháng 9 năm 1992  |
| 22             | Cuộc chiến vào nhà cùng với mẹ /Chơi với bong bóng xà phòng /Lại đi đến cửa hàng sách (母ちゃんと格闘だゾ / シャボン玉で遊ぶゾ / またまた本屋さんだゾ)                           | 12 tháng 10 năm 1992 |
| 23             | Rắc rối với mật khẩu /Chiến đấu với cà kheo /Đi đón bố từ nhà ga (合言葉はみさえだゾ / 竹馬で競争するゾ / とーちゃんのオムカエだゾ)                                              | 19 tháng 10 năm 1992 |
| 24             | Công việc của một nữ sinh đại học thật là vất vả! /Vở kịch của bé ngoan /Cuộc chiến của ba mẹ (女子大生バイトはつらいゾ / オラがお芝居するゾ / 夫婦ゲンカのチューサイだゾ)       | 26 tháng 10 năm 1992 |
| 25             | Cuộc chiến với con gián /Shin được kiểm tra cân đo định kì /Đi rửa xe cùng với ba (ゴキブリさんと決闘だゾ / 身体測定の時間だゾ / とーちゃんと車のお掃除だゾ)                     | 2 tháng 11 năm 1992  |
| 26             | Shin bị lạc trong siêu thị /Dọn dẹp chuồng gà /Nghi thức ở đền thờ (デパートで迷子だゾ / ニワトリ小屋のソージだゾ / オラの七五三だゾ)                                            | 9 tháng 11 năm 1992  |
| 27             | Chiến đấu với sự cảm lạnh /Giúp đỡ cô Yoshinaga /Đi mua khoai tây (カゼの予防はウガイだゾ / よしなが先生のお手伝いだゾ / ヤキイモを買うゾ)                                       | 16 tháng 11 năm 1992 |
| 28             | Đi đến thăm cô Keiko ở bệnh viện /Chơi trốn tìm /Đi đến sở thú (病院へお見舞いだゾ / かくれんぼするゾ / 動物園に行くゾ)                                                          | 23 tháng 11 năm 1992 |
| 29             | Đi sở thú rất là vui! /Đi đến thẩm mỹ viện cùng với mẹ /Shin muốn quà tặng từ ba mẹ (動物園は楽しいゾ / 母ちゃんと美容院だゾ / おせーぼが欲しいゾ)                               | 30 tháng 11 năm 1992 |
| 30             | Đi đến ngân hàng cùng với mẹ /Học quy tắc an toàn giao thông /Đi tắm với ba (母ちゃんと銀行だゾ / 婦警さんと一緒だゾ / 父ちゃんと風呂に入るゾ)                                   | 7 tháng 12 năm 1992  |
| 31             | Ở nhà cùng với Bạch Tuyết /Bí mật của cô Matsuzaka /Ông nội lại đến thăm nhà (シロとお留守番だゾ / まつざか先生のヒミツだゾ / じいちゃんがまた来たゾ)                            | 14 tháng 12 năm 1992 |
| 32             | Đi trượt tuyết /Đi đến nhà của Kazama /Cuộc gặp gỡ cùng với Siêu nhân hành động vào lễ Giáng Sinh (オラの初スキーだゾ / 風間くんちは楽しいゾ / アクション仮面とＸマスだゾ)       | 21 tháng 12 năm 1992 |
| Tập đặc biệt 1 | Đoạn mở đầu (プロローグ) | 28 tháng 12 năm 1992 |
| Tập đặc biệt 1 | Tớ có rất là nhiều lời hứa! (お約束がいっぱいだゾ) | 28 tháng 12 năm 1992 |
| Tập đặc biệt 1 | Thật là sinh động ở trường mẫu giáo! (幼稚園でおもちつきだゾ) | 28 tháng 12 năm 1992 |
| Tập đặc biệt 1 | Lò sưởi rất là ấm! (コタツはあったかいゾ) | 28 tháng 12 năm 1992 |
| Tập đặc biệt 1 | Cuộc hành trình chiến đấu với quỷ đầy mạo hiểm (ブリブリざえもんのボーケンだゾ)                                                                                                  | 28 tháng 12 năm 1992 |
| Tập đặc biệt 1 | Cây xô thơm thật là rắc rối! (大ソージは大騒動だゾ) | 28 tháng 12 năm 1992 |
| Tập đặc biệt 1 | Năm mới đầy gay go! (お正月の買い出しに行くゾ) | 28 tháng 12 năm 1992 |
| Tập đặc biệt 1 | Siêu nhân hành động rất đặc biệt! (アクション仮面スペシャルだゾ) | 28 tháng 12 năm 1992 |
| Tập đặc biệt 1 | Kỉ niệm của cả năm nay (今年の思い出だゾ) | 28 tháng 12 năm 1992 |
| Tập đặc biệt 1 | Thêm tiền thưởng (おまけだゾ) | 28 tháng 12 năm 1992 |

### 1993[2]
| Số thứ tự      | Tựa đề | Ngày công chiếu gốc  |
| -------------- | --- | -------------------- |
| 33             | Chơi với súp nấm /Thả diều rất là vui! /Nặn một người tuyết cùng với ba (おゾウニを食べるゾ / たこあげは楽しいゾ / 雪だるまを作るゾ)                                                          | 11 tháng 1 năm 1993  |
| 34             | Làm một cơm hộp rất là khó khăn! /Giúp mẹ nấu nướng /Giúp đỡ tại cửa hàng sách (お弁当作りは大変だゾ / おままごとするゾ / 本屋さんを手伝うゾ)                                                 | 18 tháng 1 năm 1993  |
| 35             | Shin là một người mẫu /Đi đến suối nước nóng /Làm bạn cùng với một kẻ bắt nạt ở suối nước nóng (オラが写真のモデルだゾ / 温泉旅行は楽しいゾ / 温泉で混浴だゾ)                                 | 25 tháng 1 năm 1993  |
| 36             | Ném đậu vào Ngày Lập Xuân /Mẹ đi mua sắm /Shin rất thích tàu chạy bằng hơi nước (節分で豆まきだゾ / 網にかかったみさえだゾ / 冬のナベはサイコーだゾ)                                          | 1 tháng 2 năm 1993   |
| 37             | Shin bị cảm lạnh /Rắc rối với cảnh sát /Đi hát Karaoke cùng với cô Keiko (カゼをひいちゃったゾ / おまわりさんは大変だゾ / カラオケで歌うゾ)                                                   | 8 tháng 2 năm 1993   |
| 38             | Thật là rắc rối khi đi mua hàng tạp phẩm cho mẹ! /Ở lại trường mẫu giáo thật là vui! /Ban đêm ở trường mẫu giáo (たい焼きを買いに行くゾ / おとまり保育だゾ / おとまり保育の夜だゾ)            | 15 tháng 2 năm 1993  |
| 39             | Đi đến thư viện cùng với mẹ /Tập luyện chạy thi marathon /Cuộc chạy thi marathon (図書館では静かにするゾ / マラソンの練習だゾ / マラソン大会だゾ)                                             | 22 tháng 2 năm 1993  |
| 40             | Lễ hội búp bê ở nhà của Nene /Đi đến trường dạy bơi /Huấn luyện cho Bạch Tuyết (おひなまつりだゾ / スイミングスクールへ行くゾ / シロに芸を仕込むゾ)                                           | 1 tháng 3 năm 1993   |
| 41             | Đánh cầu lông cùng với ba mẹ /Chuyến đi học tập ngoại khóa ở nhà máy bánh mì /Lại đi dạo cùng với Bạch Tuyết (バトミントンするゾ / 社会見学に行くゾ / 名犬シロと散歩だゾ)                     | 8 tháng 3 năm 1993   |
| 42             | Rắc rối với pizza /Chuột đồng của Masao /Cơn ác mộng "ướt" giường (出前ピザをたのむゾ / マサオ君のハムスターだゾ / おフトンをほすゾ)                                                          | 15 tháng 3 năm 1993  |
| 43             | Tập luyện chơi bóng đá /Chơi bóng đá /Tránh khỏi động đất (サッカーの練習だゾ / サッカー大会だゾ / 地震が来たゾ)                                                                              | 22 tháng 3 năm 1993  |
| 44             | Đi ngắm hoa anh đào /Đi ngắm hoa anh đào thật là vui! /Đi đến thăm văn phòng của ba (お花見の場所とりだゾ / お花見は楽しいゾ / 父ちゃんの会社へ行くゾ)                                        | 29 tháng 3 năm 1993  |
| Tập đặc biệt 2 | Hôm nay là một ngày vất vả (シロも一日大変だゾ) | 5 tháng 4 năm 1993   |
| Tập đặc biệt 2 | Shin ở trong thế giới của những ước mơ (夢の世界の大ボーケンだゾ) | 5 tháng 4 năm 1993   |
| Tập đặc biệt 2 | Xem bản sao của những cô gái (CCガールズを見るゾ) | 5 tháng 4 năm 1993   |
| Tập đặc biệt 2 | Siêu nhân hành động ở trong trận đấu cuối cùng! (アクション仮面が最終回!だゾ) | 5 tháng 4 năm 1993   |
| Tập đặc biệt 2 | Mẹ của Shin đi du lịch một mình (母ちゃんと二人旅だゾ) | 5 tháng 4 năm 1993   |
| Tập đặc biệt 2 | Thêm phần thưởng (おまけだゾ) | 5 tháng 4 năm 1993   |
| 45             | Đi gieo hạt ở trường mẫu giáo /Đi mua đồ ở cửa hàng tạp hóa /Cạo râu cho ba (たねまきをするゾ / 八百屋さんへおつかいだゾ / マユゲなしの顔だゾ)                                                | 12 tháng 4 năm 1993  |
| 46             | Ba bị say rượu /Shin làm thám tử /Đi mua sắm cùng với mẹ (よっぱらい父ちゃんだゾ / オラは名探偵だゾ / 母ちゃんと買物だゾ)                                                                     | 19 tháng 4 năm 1993  |
| 47             | Lễ hội treo cá chép hấp vào ngày 5 tháng 5 /Chơi đá ống bơ /Bị kẹt trong thang máy (鯉のぼりをあげるゾ / カンケリをするゾ / エレベーターガールと一緒だゾ)                                     | 26 tháng 4 năm 1993  |
| 48             | Chứng đau lưng của mẹ /Nữ hoàng tiếp thị đến từ địa ngục /Ngày của mẹ (ぎっくり腰の母ちゃんだゾ / 地獄のセールスレディだゾ / きょうは母の日だゾ)                                              | 3 tháng 5 năm 1993   |
| 49             | Chuẩn bị cho chuyến dã ngoại /Tai nạn trong chuyến dã ngoại /Không được chơi với lửa! (遠足へ出発だゾ / 遠足でソーナンだゾ / 火遊びはこわいゾ)                                                | 10 tháng 5 năm 1993  |
| 50             | Hiệp ước giữa mẹ và Shin /Thế giới ban đêm của người lớn /Shin đi bán sách (おかたづけは苦手だゾ / 夜は大人の時間だゾ / オラの本はベストセラーだゾ)                                           | 17 tháng 5 năm 1993  |
| 51             | Đi cắt cỏ /Cô Yoshinaga bị ốm /Đi đến thăm cô Yoshinaga ở bệnh viện (草むしりを手伝うゾ / よしなが先生が急病だゾ / よしなが先生のお見舞いだゾ)                                                | 24 tháng 5 năm 1993  |
| 52             | Tớ rất là ghét đi vứt rác! /Nữ hoàng tiếp thị đến trả thù /Vòng quay sushi băng chuyền (ゴミ捨ても大変だゾ / 帰ってきた地獄のセールスレディだゾ / 回転ずしを食べるゾ)                         | 31 tháng 5 năm 1993  |
| 53             | Cuộc gặp gỡ bác của Kazama /Ngôi nhà bằng gỗ mới /Shiro bị mất tích (こまっている人を助けるゾ / 大工仕事は大変だゾ / シロが行方不明だゾ)                                                      | 7 tháng 6 năm 1993   |
| 54             | Nhà chính trị gia dối trá /Chị bảo mẫu mới của Shin /Ngày của ba (政治家に質問だゾ / おねえ様に服従だゾ / きょうは父の日だゾ)                                                                 | 14 tháng 6 năm 1993  |
| 55             | Ba và Shin trổ tài nấu nướng /Mẹ bị đau răng /Đi mua váy cưới cho cô Keiko (男の料理を作るゾ / 母ちゃんの歯痛だゾ / 結婚衣装を見に行くゾ)                                                     | 21 tháng 6 năm 1993  |
| 56             | Lại chơi với kẻ bắt nạt /Đến dự lễ cưới của cô Keiko /Lễ cưới của cô Keiko (いじめっ子と又遊ぶゾ / 結婚式に出席するゾ / 結婚パーティーだゾ)                                                   | 28 tháng 6 năm 1993  |
| 57             | Shin không thể ngủ được! /Dọn dẹp hồ bơi rất là vui! /Chiến thắng chuyến đi đến đảo Guam (こわくて眠れないゾ / プール掃除で遊んじゃうゾ / グァム旅行が当たったゾ)                             | 5 tháng 7 năm 1993   |
| Tập đặc biệt 3 | Chuyến đi đến đảo Guam (オラ達家族でグアム旅行だゾ) | 12 tháng 7 năm 1993  |
| Tập đặc biệt 3 | Lần đầu tiên đi máy bay (初めて飛行機に乗ったゾ) | 12 tháng 7 năm 1993  |
| Tập đặc biệt 3 | Đã đến đảo Guam (グアムに来ちゃったゾ) | 12 tháng 7 năm 1993  |
| Tập đặc biệt 3 | Đảo Guam thật là tuyệt vời! (グアムはサイコーだゾ) | 12 tháng 7 năm 1993  |
| 58             | Rắc rối với những quả bóng bay /Shin tìm thấy chiếc ví tiền bị mất /Đi ngắm cảnh cùng với ông nội (風船をふくらますゾ / おサイフを拾ったゾ / じいちゃんと東京見物だゾ)                        | 19 tháng 7 năm 1993  |
| 59             | Ăn đá bào /Đi tiêm cho Bạch Tuyết /Đi cắm trại cùng với gia đình (かき氷を食べるゾ / シロのお注射だゾ / 家族でキャンプだゾ)                                                                   | 26 tháng 7 năm 1993  |
| 60             | Đi đến trường dạy âm nhạc /Vẽ đường ray trên đường /Một buổi tối nóng nực (将来は人気歌手だゾ / 線路は続いちゃうゾ / 暑い暑い熱帯夜だゾ)                                                      | 2 tháng 8 năm 1993   |
| 61             | Cuộc sống riêng tư của cô Yoshinaga /Nữ hoàng tiếp thị lại đến /Đi mua máy lạnh (よしなが先生の私生活だゾ / 最後のセールスレディだゾ / エアコンを買うゾ)                                      | 9 tháng 8 năm 1993   |
| 62             | Đi đến trạm xăng /Cơn sốt dưa hấu /Chơi trò bịt mắt đập dưa hấu (ガソリンスタンドへ行くゾ / スイカがいっぱいだゾ / スイカ割りをやるゾ)                                                        | 16 tháng 8 năm 1993  |
| 63             | Buổi hẹn hò của cô Matsuzaka /Tập luyện đấu sumo /Cố gắng trong cuộc thi đấu sumo! (まつざか先生のデートだゾ / お相撲のけいこだゾ / 相撲大会でガンバるゾ)                                     | 23 tháng 8 năm 1993  |
| 64             | Đi đổi mới bằng lái xe của ba /Shin đi bắt côn trùng /Dọn dẹp nhà cửa cùng với mẹ (ケーサツへ行くゾ / 昆虫採集に行くゾ / 母ちゃんとおソージだゾ)                                              | 30 tháng 8 năm 1993  |
| 65             | Tai hại của một cơn bão /Cuộc gặp gỡ Đội bò cạp đỏ /Cuộc chiến bóng né (台風で水害だゾ / スケバンと対決だゾ / ドッジボールで勝負だゾ)                                                         | 6 tháng 9 năm 1993   |
| 66             | Shin là thám tử! /Shin bị đau bụng /Mẹ đến thăm Shin ở bệnh viện (オラは刑事さんだゾ / 救急車で入院だゾ / 病院でも人気者だゾ)                                                                 | 13 tháng 9 năm 1993  |
| 67             | Chào mừng cô Keiko đến thăm nhà! /Tập luyện cho một cuộc đua! /Quay phim cuộc đua (新婚さんいらっしゃいだゾ / かけっこの特訓だゾ / 運動会のビデオ撮影だゾ)                                    | 20 tháng 9 năm 1993  |
| Tập đặc biệt 4 | Không ai có thể tiêu diệt Robot Kuntam (無敵のカンタムロボだゾ) | 27 tháng 9 năm 1993  |
| Tập đặc biệt 4 | Diễn tập cho vở kịch (お芝居のおケイコだゾ) | 27 tháng 9 năm 1993  |
| Tập đặc biệt 4 | Shin - Cậu bé quả đào (オラの鬼退治だゾ) | 27 tháng 9 năm 1993  |
| Tập đặc biệt 4 | Mối tình đầu của Bạch Tuyết (シロの初恋物語だゾ) | 27 tháng 9 năm 1993  |
| Tập đặc biệt 4 | Chuyến đi tới Vùng đất cổ đại! (大江戸ランド 天の巻だゾ) | 27 tháng 9 năm 1993  |
| Tập đặc biệt 4 | Ba và Shin sẽ đi cứu mẹ (大江戸ランド 地の巻だゾ) | 27 tháng 9 năm 1993  |
| Tập đặc biệt 4 | Thêm phần thưởng (おまけだゾ) | 27 tháng 9 năm 1993  |
| 68             | Mẹ cố gắng ăn uống theo chế độ ăn kiêng /Đi đến câu lạc bộ thể thao /Ba bị mất lông mày! (母ちゃんのダイエットだゾ / アスレチックするゾ / 父ちゃんのマユゲがないゾ)                           | 4 tháng 10 năm 1993  |
| 69             | Đền thờ di động của Shin /Đi đến chợ trời /Buôn bán ở chợ trời (おみこしをかつぐゾ / フリーマーケットに参加だゾ / フリーマーケットで商売だゾ)                                                 | 11 tháng 10 năm 1993 |
| 70             | Shin sửa chữa cái vòi cống /Shin rất là thích sushi! /Shin tìm thấy một con gà con! (雨どいの修理だゾ / 特上寿司は好みだゾ / オラの弟はヒヨコだゾ)                                            | 18 tháng 10 năm 1993 |
| 71             | Shin mang gà con đến trường! /Làm khô quần áo ướt trong nhà /Đi đến thăm nhà của người vừa mới lập gia đình (ニワトリさんを探すゾ / お洗濯を手伝うゾ / 新婚さんちへ行くゾ)                    | 25 tháng 10 năm 1993 |
| 72             | Học toán cùng với chị bảo mẫu /Cùng mở tiệc BBQ nào! /Ba đang mệt (学校ごっこをするゾ / バーベキューするゾ / 父ちゃんはお疲れだゾ)                                                            | 1 tháng 11 năm 1993  |
| 73             | Mẹ trong đồng phục học sinh trường hải quân /Trò chơi gia đình trong biệt thự rộng lớn /Đi chụp bức ảnh gia đình (セーラー服母ちゃんだゾ / モデルハウスで遊ぶゾ / 家族写真をとるゾ)           | 8 tháng 11 năm 1993  |
| 74             | Học cách khâu vá /Shin ghét bị tiêm! /Chuyến ghé thăm của chú Kawaguchi (ぬい物をするゾ / お注射はキライだゾ / お客様をもてなすゾ)                                                            | 15 tháng 11 năm 1993 |
| 75             | Đừng khen làm Shin ngượng! /Ba rất là ghét mèo! /Đi đến cửa hàng sách một lần nữa (ほめ殺しはつらいゾ / 父ちゃんは猫ギライだゾ / 今日も本屋さんで遊ぶゾ)                                      | 22 tháng 11 năm 1993 |
| 76             | Shin đi ăn mì Ramen /Đi trượt băng /Cuộc chiến của hai người vừa mới lập gia đình (ラーメンを食べるゾ / スケートの天才だゾ / 新婚さんのケンカだゾ)                                            | 29 tháng 11 năm 1993 |
| 77             | Shin làm bánh quy /Cuộc gặp gỡ cho đám cưới của cô Matsuzaka /Cuộc phát biểu của chính trị gia (クッキーを作るゾ / まつざか先生のお見合いだゾ / 選挙って大変だゾ)                             | 6 tháng 12 năm 1993  |
| 78             | Mẹ của Shin đan áo len cho ba /Lái một chiếc tàu đóng gói /Chơi tại văn phòng của ba (セーターを編むゾ / 満員電車に乗るゾ / 父ちゃんの会社で遊ぶゾ)                                           | 13 tháng 12 năm 1993 |
| Tập đặc biệt 5 | Điều kiện của một lời hứa đối với mẹ và Shin (ママとのお約束条項だゾ) | 20 tháng 12 năm 1993 |
| Tập đặc biệt 5 | Xem những bộ phim của Siêu nhân hành động (アクション仮面の映画を見るゾ) | 20 tháng 12 năm 1993 |
| Tập đặc biệt 5 | Shin cũng rất thích Robot Kuntam! (カンタムロボも好きだゾ) | 20 tháng 12 năm 1993 |
| Tập đặc biệt 5 | Bữa tiệc Giáng Sinh ở trường mẫu giáo (幼稚園のクリスマス会だゾ) | 20 tháng 12 năm 1993 |
| Tập đặc biệt 5 | X 'I muốn một đống món quà (X'マスプレゼントが欲しいゾ) | 20 tháng 12 năm 1993 |
| Tập đặc biệt 5 | Chuyến phiêu lưu tới đất nước mùa đông (冬の国の冒険だゾ) | 20 tháng 12 năm 1993 |
| 79             | Đi đến buổi trình diễn thời trang cùng với cô Keiko /Dọn dẹp trường lớp cho mùa xuân /Tiếng chuông của đêm giao thừa (ファッションショーに出るゾ / 幼稚園の大そうじだゾ / 除夜のカネを聞くゾ) | 27 tháng 12 năm 1993 |

### 1994[3]
| Số thứ tự      | Tựa đề | Ngày công chiếu gốc  |
| -------------- | --- | -------------------- |
| 80             | Nhận bao lì xì /Đi mua đồ với tiền lì xì /Ông bà nội đến thăm nhà (おとし玉をもらったゾ / おとし玉で買物だゾ / じいちゃん達が来たゾ) | 10 tháng 1 năm 1994  |
| 81             | Đi trượt tuyết cùng với trường /Đi tắm suối nước nóng cùng với trường sau khi đi trượt tuyết! /Cả nhà đi trượt tuyết (スキーバス旅行だゾ / アフタースキーだゾ / 家族でスキーだゾ)                                                        | 17 tháng 1 năm 1994  |
| 82             | Cách để tránh đi học muộn /Mối tình đầu của Masao /Hãy cùng làm cơm với hạt đậu tương lên men! (チコク防止作戦だゾ / マサオくんの恋だゾ / 納豆ゴハンを作るゾ)                                                                            | 24 tháng 1 năm 1994  |
| 83             | Đi đến trường cấp ba của Đội bò cạp đỏ /Hãy gọi tớ là "Shin - Cậu bé bút chì"! /Shin làm người đóng vai! (女子校で遊ぶゾ / オラはエンピツしんちゃんだゾ / テレビの口まねだゾ)                                                            | 31 tháng 1 năm 1994  |
| 84             | Đi mua vé số /Đi đến lễ tang /Cuộc chiến ném tuyết! (宝クジを当てるゾ / おそうしきに行くゾ / 雪合戦で勝負だゾ) | 7 tháng 2 năm 1994   |
| 85             | Mẹ cắt tóc cho Shin /Đi đến thăm Kazama bị ốm /Cả nhà đi đến dự bữa liên hoan ăn mừng nhà mới của chủ tịch (オラ髪形を変えるゾ / 風間くんをお見舞いするゾ / 課長の家は新築だゾ)                                                          | 14 tháng 2 năm 1994  |
| 86             | Hatena là một con mèo bí ẩn /Làm sạch tai cảm thấy rất là thoải mái! /Buổi sum họp lớp của Misae (ハテナは謎の猫だゾ / 耳ソージは気持ちいいゾ / みさえの同窓会だゾ)                                                                      | 21 tháng 2 năm 1994  |
| 87             | Trận đấu bóng mềm (Phần 1-2) /Sự ly dị của gia đình Nohara! (ソフトボール大会だゾ(その1-2) / 野原家のリコンだゾ) | 28 tháng 2 năm 1994  |
| 88             | Shin tự đi tắm /Cuộc đua xe đạp ba bánh /Đi ăn tối ở tiệc tự chọn trong khách sạn (ひとりでお風呂だゾ / 三輪車でレースだゾ / バイキングを食べるゾ)                                                                                       | 7 tháng 3 năm 1994   |
| 89             | Đi đến bảo tàng nghệ thuật /Shin là Kazama! /Sếp của ba đến thăm nhà (美術館でゲージツだゾ / オラは風間くんだゾ / 部長さんを接待するゾ)                                                                                                  | 14 tháng 3 năm 1994  |
| 90             | Ba bị ốm /Trang điểm rất là vui! /Em của Shin! (父ちゃんが病気だゾ / お化粧は楽しいゾ / オラの弟ができたゾ) | 21 tháng 3 năm 1994  |
| 91             | Vùng đất Ooedo - Câu chuyện của lửa! /Vùng đất Ooedo - Câu chuyện của nước! /Chuyến đi đến nhà của Masao đầy mưa gió! (大江戸ランド火の巻だゾ / 大江戸ランド水の巻だゾ / 強風でも出かけるゾ)                                             | 4 tháng 4 năm 1994   |
| 92             | Đi ngắm hoa anh đào thật là nguy hiểm! /Cuộc nói chuyện dài và nhạt nhẽo của mẹ và cô Yoshinaga /Shin muốn ăn mì Ramen! (お花見はアブナいゾ / 長話はメイワクだゾ / ラーメンが急に食べたいゾ)                                             | 11 tháng 4 năm 1994  |
| 93             | Thiết điểm tham quan của tớ nhờ vào chữ "心" trong thư pháp! /Dọn dẹp lò sưởi /Sự giới thiệu của bộ phim "Shin - Cậu bé bút chì: Bí mật kho báu của vương quốc Ụt ịt" (書道で心をのにするゾ / こたつを片づけるゾ / ブリブリ映画紹介だゾ) | 18 tháng 4 năm 1994  |
| 94             | Cuộc chiến thu thập vỏ sò /Ngày trả tiền khủng khiếp! /Kế hoạch keo kiệt của mẹ (潮干狩で勝負だゾ / ひさんな給料日だゾ / ケチケチ大作戦だゾ)                                                                                             | 25 tháng 4 năm 1994  |
| 95             | Trò chơi đồ hàng cùng với thầy hiệu trưởng /Mẹ không có bằng lái xe! /Mẹ học cách để lái xe (組長とままごとだゾ / 母ちゃんは運転免許がないゾ / 運転免許の教習だゾ)                                                                       | 2 tháng 5 năm 1994   |
| 96             | Cuộc chiến của mẹ và Shin để được ăn bánh kẹo mắc tiền /Cô Matsuzaka đang mệt /Mẹ đi ra khỏi nhà! (高級お菓子が食べたいゾ / まつざか先生はお疲れだゾ / 母ちゃんの家出だゾ)                                                               | 9 tháng 5 năm 1994   |
| 97             | Buổi học đặc biệt về quy tắc an toàn giao thông /Shin muốn thấy người ngoài hành tinh! /Cuộc gặp gỡ cùng với nhà văn nổi tiếng ở cửa hàng sách (交通ルールの特訓だゾ / 宇宙人に会いたいゾ / オラのサイン本だゾ)                          | 16 tháng 5 năm 1994  |
| 98             | Thay đổi quần áo theo sự thay đổi của mùa /Ăn trưa ở nhà hàng cùng với Nene và mẹ của Nene /Đi đến trường đua ngựa rất là vui! (衣がえをするゾ / ランチは焼き肉だゾ / 競馬場はおもしろいゾ)                                              | 23 tháng 5 năm 1994  |
| 99             | Lái xe đạp đến trường mẫu giáo thật là vui! /Mẹ sẽ lấy được bằng lái xe /Mẹ chở Shin đến trường mẫu giáo (自転車通園楽しいゾ / 運転免許がとれるゾ / 母ちゃんとドライブだゾ)                                                              | 30 tháng 5 năm 1994  |
| 100            | Shin là bé ngoan! /Cả nhà đi chơi lăn bóng gỗ /Shin chăm sóc chú chó Sabu (良い子のしんちゃんだゾ / ボウリングをするゾ / サブちゃんのお世話だゾ)                                                                                         | 6 tháng 6 năm 1994   |
| 101            | Cả nhà đi đến sân vận động ở Tokyo! /Luật lệ của Đội bò cạp đỏ /Thư tình từ đội trưởng của Đội bò cạp đỏ (東京ドームへ行くゾ / スケバンの掟は厳しいゾ / スケバンのラブレターだゾ)                                                        | 13 tháng 6 năm 1994  |
| 102            | Đi chơi đánh gôn cùng với ba /Đi leo núi thật là vất vả! /Dán 100% phần trăm giảm giá trên đồ ăn rất là vui! (父ちゃんと遊んでやるゾ / 山のぼりはつらいゾ / 食品売り場は楽しいゾ)                                                        | 20 tháng 6 năm 1994  |
| 103            | Cả nhà đi đến sở thú /Cả trường mẫu giáo của Shin được phát sóng trực tiếp! /Shin làm thợ mộc! (動物園で遊んじゃうゾ / 生中継に出演するゾ / 大工さんは大変だゾ)                                                                          | 27 tháng 6 năm 1994  |
| 104            | Shin chạy ra khỏi nhà! /Cuộc chiến thi bơi /Đi chơi trò chơi điện tử (オラ家出しちゃうゾ / 水泳大会がんばるゾ / オラはパチンコの名人だゾ)                                                                                                | 4 tháng 7 năm 1994   |
| 105            | Mẹ thật là dễ tính! /Con mèo bị mất tích của Nene! /Đi xem một chiếc xe hơi mới (お気楽母ちゃんだゾ / 迷子の子ネコちゃんだゾ / 新車を見に行くゾ)                                                                                         | 11 tháng 7 năm 1994  |
| 106            | Cuộc chiến cùng với hai kẻ bắt nạt cho Masao /Đi đến bãi biển vào mùa hè rất là vui! /Chuyến đi trên biển bằng thuyền (いじめっ子には負けないゾ / 夏の海辺は楽しいゾ / ボートで遊んじゃうゾ)                                             | 18 tháng 7 năm 1994  |
| 107            | Đi đến trại hè cùng với các bạn /Bài kiểm tra của sự dũng cảm tại trại hè! /Shin ăn vụng quả dưa hấu (夏休みキャンプだゾ / キャンプで肝だめしだゾ / メロンで悩んじゃうゾ)                                                                | 25 tháng 7 năm 1994  |
| 108            | Ba cố gắng để đi ngủ /Đứng trú mưa cùng với một chị gái /Đi xem buổi biểu diễn của sư tử biển (父ちゃんは眠れないゾ / お姉さんと雨やどりだゾ / アシカのショーだゾ)                                                                       | 1 tháng 8 năm 1994   |
| 109            | Đi tắm ở bồn tắm ngoài trời vào một ngày nóng nực /Giúp đỡ anh Yoshiko làm truyện tranh /Cuộc gặp gỡ cùng với Siêu nhân hành động với anh Yoshiko (暑い日は行水だゾ / マンガ家の助手だゾ / アクション仮面に再会だゾ)                     | 8 tháng 8 năm 1994   |
| 110            | Cuốn nhật ký hình ảnh kỳ nghỉ vào mùa hè của Shin! /Đi bơi ở hồ bơi của nhân dân rất là vui! /Giúp đỡ cô Keiko và chú Satoshi chuyển tới nhà mới (夏休みの絵日記だゾ / 市民プールは楽しいゾ / お引っ越しを手伝うゾ)                      | 15 tháng 8 năm 1994  |
| 111            | Shin đến bưu điện trong khi đi mua hàng! /Đi đến ngôi nhà ma /Ba và Shin lại trổ tài nấu nướng (郵便局におつかいだゾ / おばけ屋敷に入るゾ / 母ちゃんのストライキだゾ)                                                                    | 22 tháng 8 năm 1994  |
| 112            | Trồng cây ớt /Ba chấm dứt hút thuốc lá! /Cuộc gặp gỡ cô Matsuzaka đi hẹn hò (ピーマンを育てるゾ / 父ちゃんの禁煙だゾ / まつざか先生とご一緒するゾ)                                                                                       | 29 tháng 8 năm 1994  |
| 113            | Dọn dẹp bữa ăn trưa /Đi đến nhà tắm công cộng /Cả nhà đi đến Vùng đất sức khỏe (給食セットを洗うゾ / 色んなお風呂に入るゾ / 健康ランドで遊ぶゾ)                                                                                          | 5 tháng 9 năm 1994   |
| 114            | Shin chăm sóc một đứa trẻ bị lạc /Nước hoa là mối quan hệ được giới thiệu /Xin tha thứ từ Mashimaro (迷子の世話をするゾ / 香水は浮気のショーコだゾ / 子供のケンカに親が出るゾ)                                                           | 12 tháng 9 năm 1994  |
| 115            | Đi câu cá trên thuyền /Lời thách đấu của chị Shizuka /Đi đón ba từ văn phòng bằng xe hơi (お船でつりをするゾ / 天才少女と対決だゾ / お車でお迎えするゾ)                                                                                  | 19 tháng 9 năm 1994  |
| Tập đặc biệt 6 | Cuộc phiêu lưu của hiệp sĩ lợn (Phần 1) (ぶりぶりざえもんの冒険 (雷鳴編)) | 26 tháng 9 năm 1994  |
| Tập đặc biệt 6 | Cô Yoshinaga đang yêu! (恋するよしなが先生だゾ) | 26 tháng 9 năm 1994  |
| Tập đặc biệt 6 | Mẹ tập yoga thật là nguy hiểm! (母ちゃんのヨガは危険だゾ) | 26 tháng 9 năm 1994  |
| Tập đặc biệt 6 | Leo lên cây là một điều không thể làm được! (木登りはトクイだゾ) | 26 tháng 9 năm 1994  |
| Tập đặc biệt 6 | Sự khổ dâm của Siêu nhân hành động! (アクション仮面絶体絶命だゾ) | 26 tháng 9 năm 1994  |
| Tập đặc biệt 6 | Chuyến phiêu lưu của một người đàn ông rất là lãng mạn! (男の旅はロマンだゾ) | 26 tháng 9 năm 1994  |
| Tập đặc biệt 6 | Cuộc phiêu lưu của hiệp sĩ lợn (Cơn bão) (ぶりぶりざえもんの冒険 (風雲編)) | 26 tháng 9 năm 1994  |
| 116            | Ăn cơm cà ri nổi tiếng /Đi dạo cùng với Bạch Tuyết thật là vất vả! /Cuộc chạy đua cùng với các cô giáo (本格カレーを食べるゾ / シロの散歩は大変だゾ / 借り物競争をするゾ)                                                                | 3 tháng 10 năm 1994  |
| 117            | Trận đấu chơi quần vợt cùng với khách hàng của ba! /Chuyến dã ngoại lâu dài cùng với các bạn /Cuộc nói chuyện cùng với em bé trong bụng của cô Keiko (テニスで珍プレーだゾ / みんなで家出するゾ / 赤ちゃんとお話しするゾ)                | 10 tháng 10 năm 1994 |
| 118            | Chơi với máy fax của ba /Đi vẽ phong cảnh cùng với trường /Chân của tớ bị gãy! (FAXはおもちゃだゾ / オラは天才画家だゾ / オラの足がこわれたゾ)                                                                                           | 17 tháng 10 năm 1994 |
| 119            | Rắc rối với con quạ /Cuộc chiến với Kazama /Shin vẫn ghét ớt chuông! (いたずらカラスが来たゾ / 風間君とケンカだゾ / ピーマン嫌いはなおらないゾ)                                                                                          | 24 tháng 10 năm 1994 |
| 120            | Lại đi trên biển bằng thuyền /Dọn dẹp mớ hỗn độn /Ăn mì Ramen cực lớn (ボート遊びをするゾ / おかたづけはメンドーだゾ / ジャンボラーメンを食べるゾ)                                                                                       | 31 tháng 10 năm 1994 |
| 121            | Sự cố đi ăn kem /Tạm biệt, Kazama! /Shin bị lãng quên (アイスクリームで事件だゾ / 風間君とお別れだゾ / 忘れられたオラだゾ) | 7 tháng 11 năm 1994  |
| 122            | Đi ngủ trưa rất là khó khăn! /Đi ăn trưa ở nhà hàng /Đi cắt tóc thật là mệt mỏi! (お昼寝するのもたいへんだゾ / ゴーカにしゃぶしゃぶだゾ / 父ちゃんと散髪だゾ)                                                                            | 14 tháng 11 năm 1994 |
| 123            | Lại chơi trốn tìm /Cô Keio học cách đi tắm bồn cùng với em bé /Công việc làm thêm bán thời gian của mẹ (かくれんぼで遊ぶゾ / 赤ん坊しんちゃんだゾ / 母ちゃんのアルバイトだゾ)                                                            | 21 tháng 11 năm 1994 |
| 124            | Kì nghỉ của cô Matsuzaka /Nene đến nhà chơi /Không thể vào nhà được! (松坂先生の休日だゾ / ネネちゃんちの子になるゾ / おうちに入れないゾ)                                                                                                | 28 tháng 11 năm 1994 |
| 125            | Trả chiếc khăn tay cho một cô gái /Mẹ bị say rượu! /Shin rất thích các bữa tiệc! (女の人を追いかけるゾ / 酔っぱらい母ちゃんだゾ / 二次会は大好きだゾ)                                                                                    | 5 tháng 12 năm 1994  |
| 126            | Ăn bữa tối trong bóng đêm rất là vui! /Cô giáo dạy thay mới /Chú chim sẻ tội nghiệp (真っ暗けは楽しいゾ / 見習い先生が来たゾ / かわいそうなスズメだゾ)                                                                                   | 12 tháng 12 năm 1994 |
| 127            | Thiệp chúc mừng năm mới của Shin /Vận chuyển hàng hóa tới nhà thật là vất vả! /Đêm Giáng Sinh ở nhà của cô Yoshinaga (早めのお年賀状だゾ / 宅配便さんはご苦労だゾ / よしなが先生のイブだゾ)                                              | 19 tháng 12 năm 1994 |
| Tập đặc biệt 7 | Em bé của cô Keiko, Hitoshi được sinh ra! (赤ちゃんが生まれるゾ) | 26 tháng 12 năm 1994 |
| Tập đặc biệt 7 | Trận đấu cuối cùng của Robot Kuntam! (カンタム最後の戦いだゾ) | 26 tháng 12 năm 1994 |
| Tập đặc biệt 7 | Đêm Giáng Sinh thật là vui! (年末の大そうじだゾ) | 26 tháng 12 năm 1994 |
| Tập đặc biệt 7 | Shin - Cậu bé bán diêm (マッチ売りのオラだゾ) | 26 tháng 12 năm 1994 |
| Tập đặc biệt 7 | Sự thích thú trong đêm Giáng Sinh (忘年会で盛りあがるゾ) | 26 tháng 12 năm 1994 |

### 1995[4]
| Số thứ tự       | Tựa đề | Ngày công chiếu gốc  |
| --------------- | --- | -------------------- |
| Tập đặc biệt 8  | Ăn lẩu trong mùa đông thật là tuyệt vời! (năm 1993) <làm lại> (冬のナベはサイコーだゾ（1993年）〈再〉) | 2 tháng 1 năm 1995   |
| Tập đặc biệt 8  | Điều kiện của một lời hứa đối với mẹ và Shin (năm 1993) <làm lại> (ママとのお約束条項だゾ（1993年）〈再〉) | 2 tháng 1 năm 1995   |
| Tập đặc biệt 8  | Đi đến đảo Guam thật là vui! (năm 1993) <làm lại> (グアムはサイコーだゾ（1993年）〈再〉) | 2 tháng 1 năm 1995   |
| Tập đặc biệt 8  | Nữ hoàng tiếp thị đến từ địa ngục (năm 1993) <làm lại> (地獄のセールスレディだゾ（1993年）〈再〉) | 2 tháng 1 năm 1995   |
| Tập đặc biệt 8  | Siêu nhân hành động rất đặc biệt! (năm 1992) <làm lại> (アクション仮面スペシャルだゾ（1992年）〈再〉) | 2 tháng 1 năm 1995   |
| Tập đặc biệt 8  | Siêu nhân hành động ở trong trận đấu cuối cùng! (năm 1993) <làm lại> (アクション仮面が最終回!だゾ（1993年）〈再〉) | 2 tháng 1 năm 1995   |
| Tập đặc biệt 8  | Shin ở trong thế giới của những ước mơ (năm 1993) <làm lại> (夢の世界の大ボーケンだゾ（1993年）〈再〉) | 2 tháng 1 năm 1995   |
| Tập đặc biệt 8  | Cuộc phiêu lưu của hiệp sĩ lợn (Phần 1) (năm 1994) <làm lại> (ぶりぶりざえもんの冒険（雷鳴編）（1994年）〈再〉) | 2 tháng 1 năm 1995   |
| Tập đặc biệt 8  | Cuộc phiêu lưu của hiệp sĩ lợn (Cơn bão) (năm 1994) <làm lại> (ぶりぶりざえもんの冒険（風雲編）（1994年）〈再〉) | 2 tháng 1 năm 1995   |
| Tập đặc biệt 8  | Đi xem trận đấu bóng chày (năm 1993) <làm lại> (サッカー大会だゾ（1993年）〈再〉) | 2 tháng 1 năm 1995   |
| Tập đặc biệt 8  | Sự ly dị của gia đình Nohara! (năm 1994) <làm lại> (野原家のリコンだゾ（1994年）〈再〉) | 2 tháng 1 năm 1995   |
| 128             | Năm mới thật là bận rộn! /Đi trượt tuyết rất là tuyệt vời! /Shin bị lạc khi đi trượt tuyết (お正月はにぎやかだゾ / スキーにでかけるゾ / ゲレンデは大騒ぎだゾ) | 9 tháng 1 năm 1995   |
| 129             | Shin là anh hùng của sự an toàn của lửa! /Masao là anh hùng của chúng ta! /Hiroshi bị bỏ đói! (火の用心するゾ / マサオ君はモテモテだゾ / おモチはおいしいゾ) | 16 tháng 1 năm 1995  |
| 130             | Dì Masae đến thăm nhà! /Giữ ấm cùng với thầy hiệu trưởng trong mùa đông! /Shin lại bị cảm lạnh! (まさえおばさんが来たゾ / 子供はカゼの子だゾ / やっぱりカゼをひいたゾ) | 23 tháng 1 năm 1995  |
| 131             | Mục tiêu mới của bạn Miho Lớp hoa hồng? /Người hâm hộ của những nữ võ sĩ /Xúc tuyết rất là vui! (おデートするゾ / 女子プロレスのファンだゾ / 雪かきは楽しいゾ) | 30 tháng 1 năm 1995  |
| 132             | Hitoshi, em bé mới sinh của cô Keiko rất là dễ thương! /Kazama bỏ nhà ra đi! /Lái xe rất là nguy hiểm! (赤ちゃんは可愛いゾ / 風間くんの息抜きだゾ / 車の運転は危険だゾ) | 6 tháng 2 năm 1995   |
| 133             | Vẽ bậy ở trên tường của nhà cô Ujuin /Phiếu rút thăm trúng thưởng của mẹ /Chị Chiroku đến nhà học (落書きしちゃったゾ / 福ぶくろを買うゾ / 受験生に気をつかうゾ) | 13 tháng 2 năm 1995  |
| 134             | Chơi với khăn giấy /Đã đến giờ đi ngủ trưa ở trường mẫu giáo! /Đi ngắm sao trên núi Kashigabu (ティッシュで遊ぶゾ / 幼稚園でお昼寝だゾ / 冬の星座を見るゾ) | 20 tháng 2 năm 1995  |
| 135             | Học viết thư pháp cùng với thầy hiệu trưởng /Đi đến thăm đài truyền hình để tập bài thể dục Pưng Pơ Rưng /Ba đi sửa ăng-ten trên mái nhà để xem phim (お習字をするゾ / テレビ局の見学だゾ / テレビがこわれたゾ) | 27 tháng 2 năm 1995  |
| 136             | Học cách ăn từ mẹ /Shin đem gửi bảng tin khu phố cho bác hàng xóm /Ba đi sửa ăng-ten trên mái nhà để xem phim (食事のマナーは厳しいゾ / 回らん板をまわすゾ / 親子で立ち読みだゾ) | 6 tháng 3 năm 1995   |
| 137             | Cùng Bạch Tuyết đi tắm bồn /Bài học của tình yêu (Phần 1-2) (シロとお風呂だゾ / 恋の応援をするゾ / 恋の道はきびしいゾ) | 13 tháng 3 năm 1995  |
| 138             | Con rắn rất là dễ thương! /Ở lại trong khách sạn /Đi đến thăm Disneyland (かわいい白へびだゾ / 一流ホテルの夜だゾ / アクションランドで遊ぶゾ) | 20 tháng 3 năm 1995  |
| 139             | Mùa xuân đã đến rồi! /Bạch Tuyết lại bị ốm /Đi ngắm hoa anh đào cùng với các bạn và ba mẹ của Nene (春の朝はのどかだゾ / シロがお病気だゾ / お花見で盛りあがるゾ) | 27 tháng 3 năm 1995  |
| 140             | Lời hứa của mẹ và Shin /Shin rất là giận khi TV bị hỏng! /Đồ chơi yêu thích của Bạch Tuyết (チリ紙交換するゾ / テレビをこわしたゾ / シロとぬいぐるみだゾ) | 3 tháng 4 năm 1995   |
| Tập đặc biệt 9  | Gia đình Shin vào thời nguyên thủy (原始時代のしんちゃんだゾ) | 10 tháng 4 năm 1995  |
| Tập đặc biệt 9  | Cuộc chiến cùng với món hạt đậu tương lên men! (ナットウでケンカだゾ) | 10 tháng 4 năm 1995  |
| Tập đặc biệt 9  | Sự cầu hôn của Bo! (ボーちゃんのプロポーズだゾ) | 10 tháng 4 năm 1995  |
| Tập đặc biệt 9  | Bạch Tuyết bị say rượu! (酔っぱらいシロだゾ) | 10 tháng 4 năm 1995  |
| 141             | Shin muốn đi xe hơi! /Phòng riêng của Shin /Chú Kawaguchi có cảm tình với cô Matsuzaka?? (ドライブに行きたいゾ / オラの部屋が欲しいゾ / 恋の予感がするゾ) | 17 tháng 4 năm 1995  |
| 142             | Tai nạn của mẹ khi lái xe /Mẹ đi gọi cảnh sát /Chú Kawaguchi và cô Matsuzaka nói ra cảm xúc của họ cho nhau!! (名運転手みさえだゾ / 母ちゃんの交通事故だゾ / まつざか先生の春だゾ) | 24 tháng 4 năm 1995  |
| 143             | Đến giờ đi xem phim! /Tạo ra Đội phòng vệ Kasukabe /Buổi hẹn hò của chú Kawaguchi và cô Matsuzaka (アイドルと握手だゾ / かすかべ防衛隊だゾ / デートの見物だゾ) | 1 tháng 5 năm 1995   |
| 144             | Đi xem chương trình đấu vật trực tiếp /Cô Yoshinaga bị say rượu! /Lại đi cắt tóc cùng với ba (大相撲を見に行くゾ / よしなが先生は酒乱だゾ / 父ちゃんと残業だゾ) | 8 tháng 5 năm 1995   |
| 145             | Chuyến đi công tác của ba /Shin sẽ rất nhớ ba lắm đó! /Tạm biệt ba nhé! (父ちゃんが出張だゾ / 父ちゃんが出ていくゾ / 父ちゃんとお別れだゾ) | 15 tháng 5 năm 1995  |
| 146             | Buổi tối thiếu ba thật là vui quá đi! /Chơi bóng chày rất là nguy hiểm! /Đi dọn dẹp nhà cửa với mục đích nhận quà từ mẹ! (父ちゃんがいない夜だゾ / 野球するのも大変だゾ / プッツンしちゃうゾ) | 22 tháng 5 năm 1995  |
| 147             | Shin uống cà phê! /Đi đến nhà của Nene để ăn đậu thạch khoai lang! /Chuyến ghé thăm nhà của ông ngoại (おとなの味を飲むゾ / ネネちゃんをお見舞だゾ / 助っ人じいちゃんだゾ) | 5 tháng 6 năm 1995   |
| 148             | Đi đến Osaka bằng tàu cao tốc /Sự bất hạnh của ba /Một ngày ở Osaka (組長先生はこわいゾ / 父ちゃんの災難だゾ / 大阪で食いだおれるゾ) | 12 tháng 6 năm 1995  |
| 149             | Chuyến đi mua sắm nặng nề /Đi cứu một con chim sẻ /Gửi đoạn phim cho ba (たくさん買い物をするゾ / バードウォッチングだゾ / ビデオレター出すゾ) | 19 tháng 6 năm 1995  |
| 150             | Sự trở lại của ba /Shin đe dọa chị Ryoko /Shin tập nấu ăn (父ちゃんが帰ってくるゾ / 紅さそり隊の師匠だゾ / タコ焼きを作るゾ) | 26 tháng 6 năm 1995  |
| 151             | Shin chơi với Hitoshi /Cả nhà đi thi cuộc thi câu cá /Nỗi sợ chuột của mẹ (赤ちゃんと遊ぶゾ / つり堀は大さわぎだゾ / ヤネウラの散歩だゾ) | 3 tháng 7 năm 1995   |
| 152             | Shin bảo vệ quần áo khỏi cơn mưa! /Đi xem phim vào nửa đêm /Đi đến lễ hội vào 7 tháng 7 (雨ふりザーザーだゾ / 真夜中の楽しみだゾ / 愛の七夕祭りだゾ) | 10 tháng 7 năm 1995  |
| 153             | Ba mẹ bị bệnh tiêu chảy! /Đi đến bệnh viện cùng với ba mẹ /Buổi tối ở bệnh viện cùng với ba mẹ (ナンパの道はきびしいゾ / 食あたりはつらいゾ / 病院にお泊まりだゾ) | 17 tháng 7 năm 1995  |
| 154             | Ông nội bỏ nhà ra đi /Ông nội và Shin cùng đến trường nữ sinh đại học! /Cây thuốc phiện là người hay gieo hoang mang sợ hãi? (じいちゃんの家出だゾ / 女子大は楽しいゾ / じいちゃんは人騒がせだゾ) | 7 tháng 8 năm 1995   |
| 155             | Đi chơi với Kazama /Đi chơi trong hồ bơi /Vẫn đi chơi trong hồ bơi (風間くんとお遊びだゾ / プールで遊ぶゾ / まだまだプールで遊ぶゾ) | 14 tháng 8 năm 1995  |
| 156             | Chuyến đi thăm đến trường học mùa hè /Cuộc thi chìm trong nước lâu nhất /Cuộc thi chìm trong nước lâu nhất giữa Shin và thầy hiệu trưởng! (今年の水着を選ぶゾ / 民宿にお世話になるゾ / まつざか先生の危機だゾ) | 21 tháng 8 năm 1995  |
| 157             | Mẹ bị kẹt trong phòng vệ sinh! /Vấn đề về tiền để mua một chiếc vòng cổ của cô Matsuzaka /Cả nhà đi xem bắn pháo hoa trên thuyền (トイレに閉じこめられたゾ / まつざか先生のリヤカーだゾ / 花火大会に行くゾ) | 28 tháng 8 năm 1995  |
| 158             | Chăm sóc em bé Hitoshi cùng với chị Fumie! /Shin đi gửi giấy tờ quan trọng cho ba! /Shin bị lạc trong khi đi gửi giấy tờ quan trọng cho ba! (オラはベビーシッターだゾ / 父ちゃんを追跡だゾ / 配達の使命をはたすゾ)                                                                                                   | 4 tháng 9 năm 1995   |
| 159             | Những cái tên bí ẩn trong giấc mơ của ba! /Cơn nổi giận của Nene khi làm hư đồ chơi! /Ba quên mất đi kỉ niệm ngày cưới của ba mẹ! (夢見る父ちゃんだゾ / ネネちゃんがおこったゾ / プロポーズ記念日だゾ) | 11 tháng 9 năm 1995  |
| 160             | Quần lót Siêu nhân hành động Z của Shin! /Đi lấy lại quần lót Siêu nhân hành động Z trong gió! /Đi khoe quần lót Siêu nhân hành động Z ở trường! (宝物のおパンツだゾ / おパンツが飛んだゾ / おパンツの自まんだゾ) | 18 tháng 9 năm 1995  |
| Tập đặc biệt 10 | Trò chơi đi xe taxi cùng với mẹ! (タクシーごっこするゾ) | 25 tháng 9 năm 1995  |
| Tập đặc biệt 10 | Shin là tay súng siêu đẳng trong thị trấn miền viễn Tây! (大西部劇 野原の用心棒) | 25 tháng 9 năm 1995  |
| Tập đặc biệt 10 | Chơi trên mái nhà của siêu thị! (デパートの屋上で遊ぶゾ) | 25 tháng 9 năm 1995  |
| Tập đặc biệt 10 | Thợ nhiếp ảnh của chủ tịch (組長先生のカメラマンだゾ) | 25 tháng 9 năm 1995  |
| Tập đặc biệt 10 | Siêu nhân hành động, tiến hóa! (アクション仮面パワーアップだゾ) | 25 tháng 9 năm 1995  |
| Tập đặc biệt 10 | Sự thủ dâm trên giường! (寝ちがえた母ちゃんだゾ) | 25 tháng 9 năm 1995  |
| Tập đặc biệt 10 | Tiếp tục cuộc chiến trên bờ biển・Băng cướp Gamecini tấn công! (大西部劇 続・野原の用心棒) | 25 tháng 9 năm 1995  |
| 161             | Chiến thuật của Shin trong trận chiến thể thao giữa Lớp hoa hướng dương và Lớp hoa hồng! /Ba về nhà vào buổi sáng /Đi đến học viện dánh gôn cùng với mẹ (運動会で活やくだゾ / 朝帰りでボロボロだゾ / 母ちゃんのゴルフ体験だゾ)                                                                                       | 9 tháng 10 năm 1995  |
| 162             | Nhiệm vụ mới của thuyền trưởng Shinnosuke, Misae, Bạch Tuyết và thầy hiệu trưởng! /Đi đến trường của ba cùng với chú Yoshio /Ba gặp được những người bạn cũ trong buổi họp lớp! (キャプテンしんちゃんだゾ / 父ちゃんの同窓会だゾ / 同窓会は楽しいゾ)                                                                 | 16 tháng 10 năm 1995 |
| 163             | Shin đền đáp cho sự giúp đỡ của Kazama bằng cách gây thêm rắc rối! /Gói gia vị sẽ phát nổ!? /Đi đến trung tâm mua sắm để đưa dù cho mẹ (ペンギンの恩返しだゾ / 焼きそばが爆発だゾ / 雨の日のおむかえだゾ) | 23 tháng 10 năm 1995 |
| 164             | Bệnh trĩ của ba! /Shin là ninja của chính nghĩa! /Ba được đưa vào bệnh viện! (父ちゃんのお尻がビョーキだゾ / オラは正義の忍者だゾ / 父ちゃんの入院だゾ) | 30 tháng 10 năm 1995 |
| 165             | Khoa phẫu thuật của ba /Cuộc sống ở bệnh viện của ba /Vấn đề rắc rối để mua miếng thịt nướng của mẹ và mẹ của Nene! (父ちゃんの手術だゾ / 父ちゃんの入院生活だゾ / 高級ステーキ肉を買うゾ) | 6 tháng 11 năm 1995  |
| 166             | Shin và 3 tên cướp /Đầu đại bàng và Robot nhện trong phim Siêu nhân hành động! /Đi xây dựng lại nhà cho Bạch Tuyết (オラと3人の盗賊だゾ / アクション仮面 恐怖の蜘蛛ロボット / シロの家を改築だゾ) | 13 tháng 11 năm 1995 |
| 167             | Cùng với mẹ đi đốt lá khô và ăn khoai lang nướng! /Những món quà sinh nhật năm xưa của ba! /Cô gái bí ẩn luôn cho Bạch Tuyết ăn mỗi ngày! (枯れ葉のソージだゾ / 冬じたくをするゾ / シロの愛情物語だゾ) | 20 tháng 11 năm 1995 |
| 168             | Trò chơi dân gian "Thả đỉa ba ba" cùng với mẹ và Bo /Đi theo cô Yoshinaga hẹn hò với chú Ishizaka! /Một ngày cùng với cô Yoshinaga và chú Ishizaka (ボーちゃんと鬼ごっこだゾ / デートについてくゾ / デートをもりあげるゾ)                                                                                            | 27 tháng 11 năm 1995 |
| 169             | Công việc nhặt lá khô của đội Bò Cạp Đỏ ở trường mẫu giáo! /Shin là người bán sách ở thư viện! /Quỹ đen của mẹ (怒りの紅さそり隊だゾ / 立ち読みは許さないゾ / ヘソクリは秘密だゾ) | 4 tháng 12 năm 1995  |
| 170             | Cả nhà đều bị cảm lạnh! /Đề tài thảo luận mới của Đội phòng vệ Kasukabe ở nhà cô Yoshinaga! /Đi tắm bồn trong đêm tối (一家そろって発熱だゾ / 防衛隊の活やくだゾ / 寒い夜はお風呂だゾ) | 11 tháng 12 năm 1995 |
| 171             | Cô Matsuzaka sẽ trở thành giáo viên ở trường mẫu giáo Elegant! /Kế hoạch tấn công mới đầy sóng gió của Đầu đại bàng trong phim Siêu nhân hành động! /Buổi liên hoan tất niên của thầy hiệu trưởng, cô Yoshinaga và cô Matsuzaka! (誘われたまつざか先生だゾ / アクション仮面 ビッグウェーブ作戦 / 忘年会はつかれるゾ) | 18 tháng 12 năm 1995 |
| Tập đặc biệt 11 | Cuộc phiêu lưu của hiệp sĩ lợn (Chuyến bay) (ぶりぶりざえもんの冒険（飛翔編）) | 25 tháng 12 năm 1995 |
| Tập đặc biệt 11 | Cuộc phiêu lưu của hiệp sĩ lợn (Tia điện) (ぶりぶりざえもんの冒険（電光編）) | 25 tháng 12 năm 1995 |
| Tập đặc biệt 11 | Bữa tiệc Giáng Sinh ở trường mẫu giáo (năm 1993) <làm lại> (幼稚園のクリスマス会だゾ（1993年）〈再〉) | 25 tháng 12 năm 1995 |
| Tập đặc biệt 11 | Đóng vai phim Shin - Cậu bé bút chì (劇画クレヨンしんちゃん) | 25 tháng 12 năm 1995 |
| Tập đặc biệt 11 | X 'I muốn một đống món quà (năm 1993) <làm lại> (X'マスプレゼントが欲しいゾ（1993年）〈再〉) | 25 tháng 12 năm 1995 |
| Tập đặc biệt 11 | Mẹ bị say rượu! (năm 1994) <làm lại> (酔っぱらい母ちゃんだゾ（1994年）〈再〉) | 25 tháng 12 năm 1995 |
| Tập đặc biệt 11 | Shin rất thích các bữa tiệc! (năm 1994) <làm lại> (二次会は大好きだゾ（1994年）〈再〉) | 25 tháng 12 năm 1995 |
| Tập đặc biệt 11 | Bạch Tuyết cũng khá là vất vả! (シロもけっこう大変だゾ) | 25 tháng 12 năm 1995 |
| Tập đặc biệt 11 | Shin - Cậu bé bán diêm (năm 1994) <làm lại> (マッチ売りのオラだゾ（1994年）〈再〉) | 25 tháng 12 năm 1995 |
| Tập đặc biệt 11 | Trận chiến xa xưa (さるかに合戦だゾ) | 25 tháng 12 năm 1995 |

### 1996[5]
| Số thứ tự       | Tựa đề | Ngày công chiếu gốc  |
| --------------- | --- | -------------------- |
| 172             | Mẹ bắt Shin phải ăn bánh gạo! /Đi tìm lá cây để ăn món ăn truyền thống /Ba cố gắng đi xin tiền từ mẹ! (おモチはあきたゾ / 七草ガユを食べるゾ / 父ちゃんのこづかいがないゾ) | 8 tháng 1 năm 1996   |
| 173             | Ăn mừng nghi lễ bằng cách đi hát Karaoke! /Ba là người đi lấy trà cho mẹ và Shin /Ba đi đến Sato Kokono để mua bộ Vest mới (母ちゃんの成人式だゾ / こたつから出ないゾ / 父ちゃんとデパートだゾ)                                                                                | 15 tháng 1 năm 1996  |
| 174             | Cùng với mẹ đến câu lạc bộ thể thao để giảm cân! /Đầu đại bàng bị tẩy não bởi Tsubahinbaha trong phim Siêu nhân hành động! /Giải quyết vấn đề đụng xe của mẹ và cô Kawayo! (母ちゃんの減量だゾ / アクション仮面 悪の天才!ツバインバッハ / 母ちゃんが事故ったゾ)                | 22 tháng 1 năm 1996  |
| 175             | Cuộc gặp gỡ tình cờ đầy lãng mạn của Shin với chị Nanako! /Cuộc tỏ tình đầy lãng mạn của Shin với chị Nanako! /Trò chơi trốn tìm ở trong nhà của Shin và Bạch Tuyết (オラの本気の恋だゾ / オラの恋の告白だゾ / シロとかくれんぼだゾ)                                           | 29 tháng 1 năm 1996  |
| 176             | Ba dành thời gian để chơi với Shin khi mẹ vắng nhà! /Đi lên một chiếc xe tải để lấy lại quả bóng! /Cùng với mẹ chuẩn bị bẫy để bắt tên trộm chuyên đi ăn trộm quần áo phụ nữ! (父ちゃんと二人だゾ / 一人でボール遊びだゾ / おパンツ泥棒が出たゾ)                               | 5 tháng 2 năm 1996   |
| 177             | Tớ rất là hồi hộp khi chị Nanako sẽ đến thăm nhà vào lúc 12 giờ trưa! /Đi trượt patanh cùng với ba mẹ thật là vui! /Cùng với các bạn đi ra công viên để đi trượt patanh! (おねいさんをご招待だゾ / ローラー初すべりだゾ / ローラーで対決だゾ)                                  | 12 tháng 2 năm 1996  |
| 178             | Cơ hội ngàn năm có một! Đi đến nhà chị Nanako!! /Khốc liệt! Chiến đấu với Tsubahinbaha để bảo vệ hòa bình của Trái Đất!! /Truy tìm! Patricia, con chó bị lạc!! (おねいさんちへ行くゾ / アクション仮面 最大の危機!あばかれた弱点 / たずね犬をさがすゾ)                          | 19 tháng 2 năm 1996  |
| 179             | Shin tí hon? Đi thi tuyển người hầu giúp việc cho tiểu thư Nene!! /Shin và Masao! Làm vỡ cửa kính nhà bằng cây gậy đánh gôn!! /Kế hoạch của mẹ! Đi ăn chực tại trung tâm mua sắm!! (一寸ぼうしんちゃんだゾ / ガラスを割ったゾ / 夕食のお金がないゾ)                            | 26 tháng 2 năm 1996  |
| 180             | Hạnh phúc của Shin! Đi đến nhà của chị Nanako!! /Hạnh phúc của Shin! Ở lại nhà của chị Nanako một đêm!! /Trò chơi với đĩa CD! Quậy phá với cái máy nghe nhạc của mẹ!! (オラ帰りたくないゾ / ドキドキの外泊だゾ / ラジカセ君のシジツだゾ)                                       | 4 tháng 3 năm 1996   |
| 181             | Shin và con khỉ xổng chuồng là bạn thân! /Tiêu đời! Shin làm đổ dầu xức tóc của ba!! /Khốc liệt! Cuộc chiến đối đầu với Tsubahinbaha của Siêu nhân hành động và Đầu đại bàng!! (おサルが乱入したゾ / オラの髪が伸びたゾ / アクション仮面 命をかけて!最後の決戦)                | 11 tháng 3 năm 1996  |
| 182             | Kế hoạch của Shin! Đi đánh giày!! /Kế hoạch của Shin! Mở một tiệm dịch vụ đánh giày! /Cuốn nhật ký của Kazama! Những hình vẽ bông hoa!! (クツみがきをするゾ / かわいいくつみがき屋さんだゾ / 風間君の秘密ノートだゾ)                                                           | 18 tháng 3 năm 1996  |
| Tập đặc biệt 12 | Sự hộ tống của Cậu bé quả đào (桃太郎のお供だゾ) | 12 tháng 4 năm 1996  |
| Tập đặc biệt 12 | Sự liên tiếp đầy sóng gió! (爆笑連発ギャグだゾ) | 12 tháng 4 năm 1996  |
| Tập đặc biệt 12 | Một ngày bình dị của Bạch Tuyết (シロののどかな一日だゾ) | 12 tháng 4 năm 1996  |
| Tập đặc biệt 12 | Sống lại đi nào! Nữ hoàng tiếp thị đến từ địa ngục!! (復活! 地獄のセールスレディだゾ) | 12 tháng 4 năm 1996  |
| 183             | Kế hoạch của mẹ! Đưa Shin đến trường sớm!! /Đặt hàng! Cuốn tạp chí quảng cáo ấn phẩm của bác Kitamoto!! /Shin và mẹ! Ngủ cùng nhau trong một đêm!! (チコクの新記録だゾ / 通販はクセになるゾ / 平和な眠りだゾ)                                                                  | 19 tháng 4 năm 1996  |
| 184             | Tin mới! Buổi ra mắt của cô Yoshinaga!! /Mẹ và Shin! Buổi giảm giá đặc biệt của siêu thị cho 100 khách hàng đầu tiên!! /Thảm họa! Shin bị cắt quà ăn vặt!! (よしなが先生の春は近いゾ / タクシーで買い物だゾ / オラはおやつ長者だゾ)                                            | 26 tháng 4 năm 1996  |
| 185             | Phá sản! Chuyến đi đến Hokkaido kinh khủng!! /Ngon tuyệt cú mèo! Đặc sản ở Hokkaido!! /Chiếc xe hơi bị hư! Ở lại trang trại!! (オラ達家族で北海道へ行くゾ / 北海道を食べちゃうゾ / レンタカーがこわれたゾ)                                                                     | 3 tháng 5 năm 1996   |
| 186             | Đến trang trại gấu! Cho gấu ăn!! /Thư giãn! Trong suối nước nóng ở Hokkaido!! /Tạm biệt, Hokkaido! Chuẩn bị về nhà!! (クマさんの牧場を見物するゾ / 露天風呂でくつろぐゾ / 北海道とサヨナラだゾ)                                                                                | 10 tháng 5 năm 1996  |
| 187             | Trận chiến trình diễn chó cưng! Oshiro, ông nội và chú chó Shinnosuke!! /Shin và Kazama! Đến lễ hội truyền thống của trường cấp 3 nữ sinh!! /Ý định mua xe mới! Cả nhà đi đến phòng trưng bày xe hơi!! (世界迷作?フラダンスの犬だゾ / 女子高の文化祭だゾ / 新車は見るだけだゾ) | 17 tháng 5 năm 1996  |
| 188             | Người đại diện bán xe hơi! Đi kiểm tra chạy xe hơi!! /Đi trồng lúa! Buổi ngoại khóa trồng lúa hấp dẫn!! /Mẹ và Shin! Dọn dẹp nhà vệ sinh!! (新車を買う気になったゾ / 田植えは楽しいゾ / おしっこの作法はむずかしいゾ)                                                          | 24 tháng 5 năm 1996  |
| 189             | Cả nhà đi mua một chiếc xe hơi mới! /Nhiệm vụ của Đội phòng vệ Kasukabe! Giúp đỡ các động vật và chim chóc!! /Buổi ăn trưa tuyệt vời! Đến nhà hàng vắng khách!! (ついに新車を買ったゾ / ペットをお助けに出動するゾ / おそば屋さんで外食だゾ)                                   | 7 tháng 6 năm 1996   |
| 190             | Mâu thuẫn lớn của ba mẹ! Đại chiến bùng nổ!! (Phần 1-3) (父ちゃん母ちゃん最大の危機だゾ) | 14 tháng 6 năm 1996  |
| 191             | Kế hoạch giảm cân! Đến lớp học múa ba lê!! /Trò chơi trốn tìm! Shin, ba, chị Nanako và chị Shinobu!! /Mẹ chỉ còn sống được trong vòng 3 tháng nữa hay sao!!?? (オラと母ちゃんのバレエだゾ / おねいさんと鬼ごっこだゾ / 母ちゃんが死んじゃう?ゾ)                                | 21 tháng 6 năm 1996  |
| 192             | Shin là Tôn Ngộ Không? Câu chuyện Tây du kí ở tỉnh Cam Túc!!?? /Đi bắt kẻ trộm! Tại nhà của ông họa sĩ Yoshi Usuto!! /Nguy cấp! Cô Yoshinaga cần được hô hấp nhân tạo gấp!! (オラは孫悟空だゾ / 有名まんが家のサインが欲しいゾ / 人工呼吸をならうゾ)                           | 28 tháng 6 năm 1996  |
| 193             | Mùi đồ ăn khủng khiếp! Mẹ sẽ nôn ọe!! /Sở thích của Shin! Sưu tập cuộn giấy vệ sinh các tông!! /Shin đến cửa hàng sách! Đối đầu với nhân viên bán hàng!! (母ちゃんはにんしん3カ月だゾ / オラのコレクションだゾ / 立ち読みはやめられないゾ)                                     | 5 tháng 7 năm 1996   |
| 194             | Sai lầm của mẹ! Shin bị oan ức!! /Kazama bị "hút hồn"! Chị gái xinh đẹp xuất hiện!! /Kazama bị trầm cảm! Chị gái xinh đẹp la mắng!! (胎教にご協力するゾ / 風間君が恋しちゃったゾ / 恋する風間君をお助けするゾ)                                                                 | 12 tháng 7 năm 1996  |
| 195             | Những câu chuyện rùng rợn・Shin chính là con trai của Bà chúa Tuyết! /Shin và Bo! Bữa ăn tối đầy lãng mạn của cô Yoshinaga và chú Ishizaka! /Nỗi sợ hãi của ba! Đi khám răng!! (怪談・雪女はおそろしいゾ / よしなが先生うれし泣きだゾ / 歯医者さんはこわくないゾ)              | 19 tháng 7 năm 1996  |
| 196             | Shin đối đầu với mẹ! Mẹ mới xuất hiện!!?? /Đến giờ đi bơi! Vui vẻ ở trường mẫu giáo Futaba!! /Ba và Shin! Luật lệ của mẹ!! (新しいママを作ったゾ / プールで玉さがしだゾ / 妊しん母ちゃんを大切にするゾ)                                                                        | 26 tháng 7 năm 1996  |
| 197             | Đi leo núi! Những đứa trẻ bị lạc!! /Thảm họa! Cả nhóm bị lạc trên núi!! /Vượt qua khó khăn! Sống sót trên núi!! (遠足で山に登るゾ / 山でソーナンしちゃったゾ / みんなでサバイバルするゾ)                                                                                       | 2 tháng 8 năm 1996   |
| 198             | Mẹ là cô giáo! Môi trường lành mạnh dành cho em bé!! /Cuộc đua mãnh liệt! Thỏ đối đầu với rùa Shin!! /Đội bò cạp đỏ lại tái xuất! Công việc coi chừng trẻ em ở hồ bơi!! (お上品はキュークツだゾ / ウサギとしんちゃん亀の競争だゾ / プールでバイトの紅さそり隊だゾ)             | 9 tháng 8 năm 1996   |
| Tập đặc biệt 13 | Cuộc phiêu lưu của hiệp sĩ lợn: Lễ tang của thiên sứ tuyệt trần (ぶりぶりざえもんの冒険 風雲妖怪城) | 16 tháng 8 năm 1996  |
| 199             | Tin mới! Em bé trong bụng mẹ là con gái sao!!?? / Shin và Masao! Công việc làm trợ lí cho ông họa sĩ Yoshi Usuto!! /Xấu hổ vì Shin! Sự đánh giá của các chị gái dành cho ba!! (赤ちゃんは男か女だゾ / 有名マンガ家のアシスタントだゾ / 父ちゃんと公園で遊ぶゾ)                 | 23 tháng 8 năm 1996  |
| 200             | Mối tình tay ba! Ba và cô Kusaka Yumi!! /Bí mật của ba! Hẹn hò với cô Kusaka Yumi!!?? /Bạn mới của cô Keiko! Cuộc gặp gỡ tại công viên!! (父ちゃんがラブレターもらったゾ / ラブレターで災難だゾ / 公園デビューにつきあうゾ)                                                    | 30 tháng 8 năm 1996  |
| 201             | Ông nội và dì Masae! Lại đến thăm nhà lần nữa!! /Mục tiêu mới xuất hiện! Bạn Miho và thầy hiệu trưởng!! /Bác Kitamoto là cô giáo! Buổi huấn luyện dành cho em bé!! (マサエおばさんがまた来たゾ / 恋するオトメのミホちゃんだゾ / 出産のリハーサルをするゾ)                      | 6 tháng 9 năm 1996   |
| 202             | Chú bé người gỗ Shinnochio /Cô gắng đi lấy quả bóng! Nhà của chú chó hung hăng dữ tợn Helux!! /Shin là vệ sĩ của mẹ và em bé! (世界迷作しんのキオだゾ / ボールをとりもどすゾ / 母ちゃんのボディーガードをするゾ)                                                               | 13 tháng 9 năm 1996  |
| Tập đặc biệt 14 | Siêu anh hùng bằng sắt thép Iron Shin (超ヒーロー 鉄骨しんちゃんだゾ) | 27 tháng 9 năm 1996  |
| Tập đặc biệt 14 | Một ngày làm việc chăm chỉ của ba (父ちゃんもがんばってるゾ) | 27 tháng 9 năm 1996  |
| Tập đặc biệt 14 | Trước ngày sinh của em bé (赤ちゃんが生まれそうだゾ) | 27 tháng 9 năm 1996  |
| Tập đặc biệt 14 | Em bé sắp ra rồi... (赤ちゃんが生まれるゾ) | 27 tháng 9 năm 1996  |
| Tập đặc biệt 14 | Em bé ra đời rồi đấy! (赤ちゃんが生まれたゾ) | 27 tháng 9 năm 1996  |
| Tập đặc biệt 14 | Tất cả những ngôi sao huyền thoại! Tập hợp lại tại lễ hội!! (オールスター夢のコント祭だゾ) | 27 tháng 9 năm 1996  |
| 203             | Dọn dẹp nhà cửa! Đi đón mẹ và em bé về!! /Tuyệt vời! Em bé của tớ dễ thương quá đi!! /Cố gắng đi ngủ! Shin luôn bị gián đoạn!! (赤ちゃんのお帰りだゾ / 赤ちゃんをあやすゾ / 眠くて眠くて眠たい一日だゾ)                                                                        | 11 tháng 10 năm 1996 |
| 204             | Máy ảnh của ba! Chụp ảnh gia đình 4 người!! /Tên của em bé sẽ là gì nhỉ? /Quyết đấu! Trò chơi lấy tên cho em bé!! (家族4人の記念写真だゾ / 赤ちゃんの名前を考えるゾ / 赤ちゃんの名前が決まったゾ)                                                                              | 18 tháng 10 năm 1996 |
| 205             | Shin là anh hai tốt! Đi pha sữa bột cho em bé!! /Cuộc chiến tại công viên Shinrin! Đội bò cạp đỏ gặp đối thủ!! /Shin và ba! Đi mua một bịch tã giấy cho ban đêm của em bé!! (オラはやさしいお兄ちゃんだゾ / 決闘! 紅さそり隊だゾ / 夜中におむつを買いに行くゾ)                 | 25 tháng 10 năm 1996 |
| 206             | Gặp gỡ cùng nhau! Em bé và Đội phòng vệ Kasukabe! /Cùng đi dã ngoại! Chị Nanako và anh Sukekoma Shiro!!?? /Shin và thầy hiệu trưởng! Chuyến viếng thăm nhà đầy sự hiểu lầm!! (ひまわりをご紹介するゾ / おねいさんとピクニックだゾ / 園長先生の家庭訪問だゾ)                    | 1 tháng 11 năm 1996  |
| 207             | Shin và Bạch Tuyết! Cùng bỏ nhà "đi bụi"!!?? /Tuyệt phẩm của đồ gốm! Đến thăm xưởng gốm của bác tiên sinh Ohkama! /Mẹ và tem! Sưu tập vì những món quà!! (シロと一緒にカケオチするゾ / とーげいに挑戦するゾ / 母ちゃんはポイント好きだゾ)                                      | 8 tháng 11 năm 1996  |
| 208             | Shin và búp bê đồ chơi! Canh chừng nhà cho mẹ!! /Đi xin chữ kí! Cuộc gặp gỡ tình cờ với ông họa sĩ Yoshi Usuto!! /Đi mở tài khoản ngân hàng! Sự lừa gạt từ ngân hàng!! (オラは子守上手だゾ / 有名マンガ家と本屋さんだゾ / オラだけの銀行口座を作ったゾ)                        | 15 tháng 11 năm 1996 |
| 209             | Hai ông tái xuất! Chiến đấu giành em bé!! /Shin đến bảo tàng quốc gia! Ông ngoại bị trầm cảm!! /Shin là nhân viên văn phòng? Làm việc tại công ty thương mại Futaba!! (九州のじいちゃん達が来たゾ / 二人のじいちゃんと出かけるゾ / オラはサラリーマンしんのすけだゾ)           | 22 tháng 11 năm 1996 |
| 210             | Đến cửa hàng đồ chơi trẻ em! Món quà dành cho em bé của hai ông!! /Shin và em bé! Trò chơi phản đối lại mẹ!! /Matsuzaka và Take! Buổi mai mối với chú Noda!! (二人のじいちゃんの対決だゾ / 実録おままごとだゾ / お見合いに燃えるまつざか先生だゾ)                              | 29 tháng 11 năm 1996 |
| 211             | Shin là doanh nhân? Buổi tiếp đãi vui vẻ với khách "sộp"!! /Em bé đi tiêm chủng! Mục tiêu mới là bác sĩ đẹp trai!! /Shin và em bé! Hai đứa trẻ lạc trong trung tâm mua sắm!! (サラリーマンしんのすけ接待は楽しいゾ / ひまわりの初めての注射だゾ / デパートで子守だゾ)          | 6 tháng 12 năm 1996  |
| 212             | 'Hai ông lại tái xuất! Trận chiến giành em bé bắt đầu!! /Tội phạm bị nghi ngờ! Nhiệm vụ của Đội phòng vệ Kasukabe!! /Matsu and Take! Cuộc chiến mai mối của ba chị em!! (サラリーマンしんのすけ接待は楽しいゾ / ひまわりの初めての注射だゾ / デパートで子守だゾ)               | 13 tháng 12 năm 1996 |